# 시에들체현

시에들체현의 문장

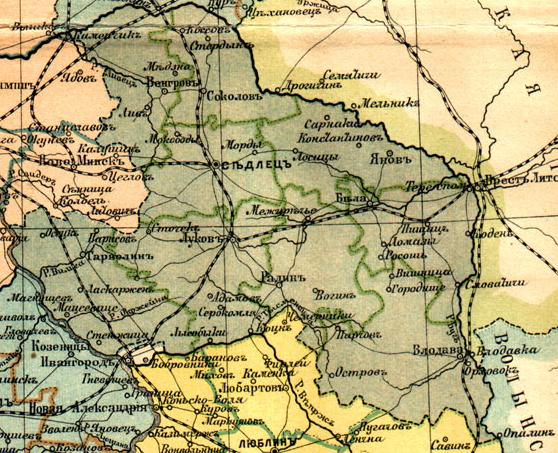
시에들체현의 지도

시에들체현(폴란드어: Gubernia siedlecka, 러시아어: Седлецкая губерния)은 1867년부터 1917년까지 존재했던 러시아 제국의 폴란드 입헌왕국의 현으로 현도는 시에들체이며 면적은 12,595.6km2, 인구는 772,146명(1897년 당시 기준)이다. 1867년 바르샤바현, 루블린현의 일부를 합병하여 신설되었으며 1912년에는 헤움현이 시에들체현에서 분리되어 신설되었다.